# Влатадеска чешма
Влатадеската чешма (на гръцки: Κρήνη Βλατάδων) е историческа османска чешма в македонския град Солун, Гърция.
Чешмата е разположена в манастира Влатадес в Горния град. На чешмата има мраморна плоча с надпис с дата 20 юли 1894 и текст „ΝΙΨΟΝ ΑΝΟΜΗΜΑΤΑ ΜΗ ΜΟΝΑΝ ΟΨΙΝ“.